# 마이야 플리세츠카야

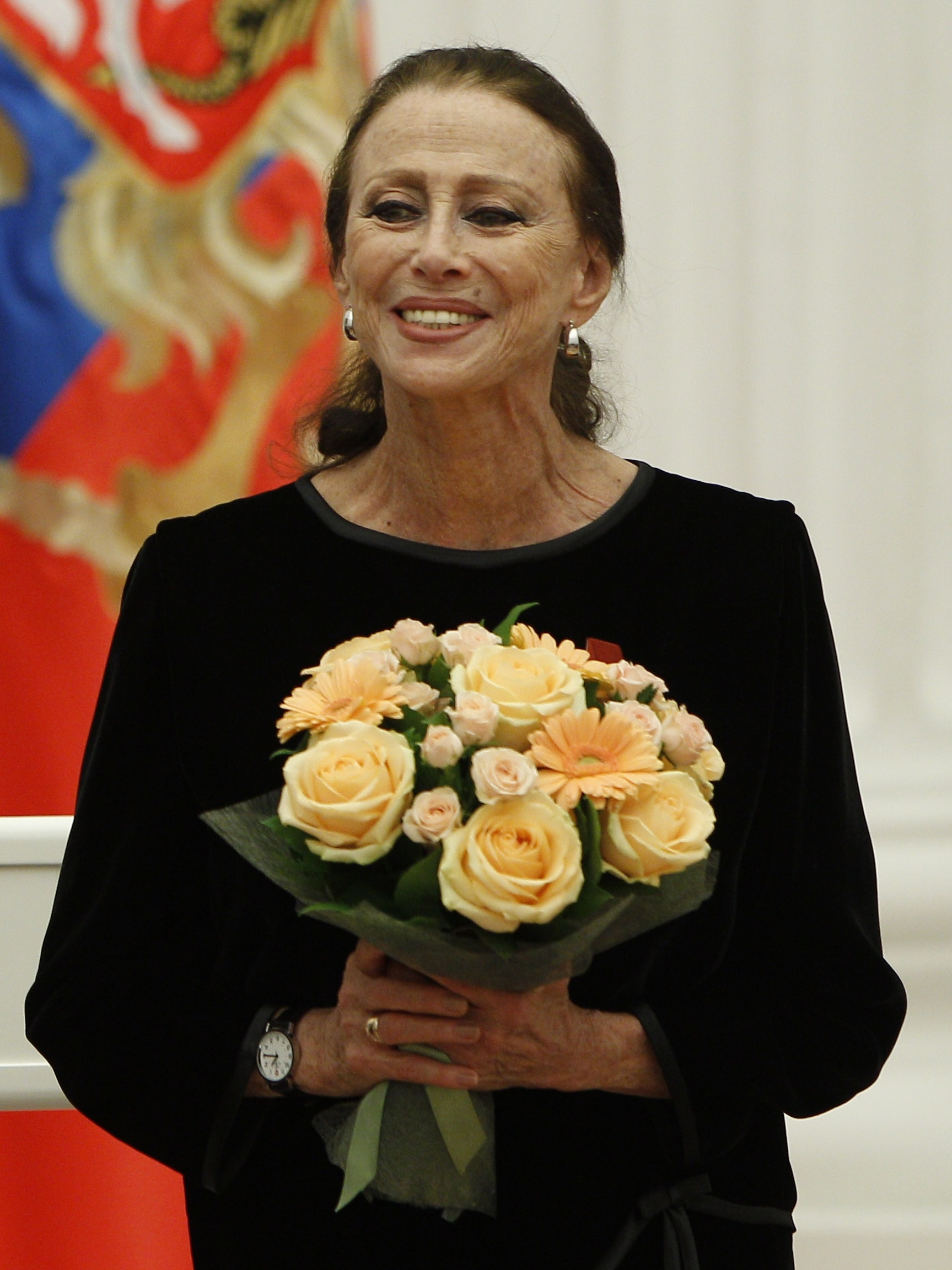
마야 필세츠카야

마이야 미하일로브나 플리세츠카야(러시아어: Ма́йя Миха́йловна Плисе́цкая, 1925년 11월 20일 ~ 2015년 5월 2일)는 러시아의 발레 무용수이다.